# Tumuli von Menétrux-en-Joux
Die Tumuli von Menétrux-en-Joux, im Département Jura in der Region Bourgogne-Franche-Comté in Frankreich, wurden von Louis Abel Girardot (1848–1937) im Jahre 1887 entdeckt. Im Gegensatz zu denen von Combe d’Ain wurden diese Tumuli über Brandgräbern aufgeworfen. Im 19. Jahrhundert wurden viele Grabhügel in der Region Jura untersucht.
Die Hügelgruppe von Menétrux-en-Joux liegt auf einem kleinen Felsplateau über dem Dorf Menétrux-en-Joux. Von den 40 Hügeln einer einst noch größeren Nekropole wurden zwei ausgegraben. Der erste, am westlichen Rand der Hochebene gelegen hat einen Durchmesser von 12 m und eine Höhe von 1,6 m. Es war ein mehrschichtiger Grabhügel der Spuren von Holzkohle und Asche enthielt. Der zweite Hügel war kleiner und auf dem Gräberfeld häufiger vertreten. 
Laut der Studie von Félicien Paget stammen die Hügel aus der Kelten- oder Eisenzeit.